# Heinrich König
Heinrich Josef König, född den 19 mars 1790 i Fulda, död den 23 september 1869 i Wiesbaden, var en  tysk romanförfattare.
König var på grund av sitt politiska och religiösa frisinne utsatt för kyrklig exkommunicering och förföljelse från statens sida, men förblev trogen sin övertygelse. Han började liksom Wilibald Alexis med tendenslös historisk roman i Walter Scotts stil, men övergick snart till att ge ut moderna reflexionsromaner i historisk kostym och valde företrädesvis sådana ämnen, där han fann direkta likheter med sin samtid och osökt kunde inmänga sin liberal-sociala tendens i skildringen. Av hans verk kan nämnas sorgespelet Die Bussfahrt (1836), romanerna Die hohe Brant (1833; 4:e upplagan 1875), Die Waldenser (1836), Die Klubisten in Mainz (1847; 3:e upplagan 1875), Williams Dichten und Trachten (1850; 5:e upplagan 1875), skildringen Georg Forsters Leben in Haus und Welt (1844), 
novellsamlingarna Seltsame Geschichten (1856) och Deutsche Familien (1862) samt självbiografierna Auch eine Jugend (1852) och Ein Stilleben (1861). Königs Gesammelte Schriften utgavs i 20 band 1854–69, ett urval av dem 1875 i 15 band.